# زندگی ربوده‌شده (فیلم ۱۹۳۹)
زندگی ربوده‌شده  (به انگلیسی: Stolen Life) نام یک فیلم رمانتیک درام به کارگردانی پل سینر است که در سال ۱۹۳۹ منتشر شد.
این فیلم، یک بار دیگر در سال ۱۹۴۶ بازسازی شد.

## بازیگران
- مایکل ردگریو
- الیزابت برگنر
- ویلفرید لاسن
- میبل تری-لوئیس
- ریچارد آینلی
- کنث باکلی
- پیر ژوونه
- دانیل مندل
- آنی اِزموند
- دوریس فوردرد
- ارنست فرنی
- استلا آربنینا
- او.بی. کلارنس